# انفجارات مستودعات ذخيرة فربيتيس 2014
انفجارات مستودعات ذخيرة فربيتيس في عام 2014 وقع انفجاران في مستودعات الذخيرة في فربتيس في مقاطعة زلين في جمهورية التشيك. وقع الانفجار الأول في 16 أكتوبر والثاني في 3 ديسمبر. قتل شخصان في الانفجار الأول. وفقًا لخدمة المعلومات الأمنية وشرطة جمهورية التشيك شارك اثنان من عملاء مديرية المخابرات الرئيسية من الوحدة 29155 في التفجيرات.

## الانفجار الأول
يحتوي المستودع رقم 16 على 50 طنًا من الذخيرة، والتي تم إلقاؤها على مسافة 800 متر بعد الانفجار في 16 أكتوبر. قُتل موظفان من مجموعة إيمكس، التي كانت تستأجر المستودع من الشركة الحكومية المعهد الفني العسكري.
لم يكن مستودع الذخيرة موجودًا في خطط الطوارئ في مقاطعة زلين، لذلك لم يكن لدى رجال الإطفاء في الموقع أي فكرة عن نوع الحريق الذي كانوا متجهين إليه، مما يعرضهم لخطر لا داعي له. بعد الانفجار مباشرة تم إجلاء حوالي 100 شخص من قرية فلاتشوفيتسه المجاورة، وكذلك طلاب من المدرسة الابتدائية والثانوية في سلافيسين من منطقة المستودعات.
في 23 أكتوبر بدأت الشرطة إجلاء 375 شخصًا من قرى ليبوفا وفلاتشوفيتسي والمنطقة الصناعية القريبة من بلدة سلافيسين. كان الإخلاء الذي استمر لمدة يومين إجراءً وقائياً، حيث كان فنيو الألعاب النارية يقتربون من الموقع. ووقعت انفجارات عشوائية غير منضبطة في المنطقة بسبب سقوط الذخيرة من الأشجار أو بسبب الحياة البرية. في 30 أكتوبر أعلنت الشرطة أن الوصول إلى المنطقة آمن، ويمكن إبعاد 7000 طن من الذخيرة من المستودعات.

## الانفجار الثاني
في 3 ديسمبر 2014 انفجر المستودع رقم 12. كان المستودع الذي كان يحتوي على 100 طن من الذخيرة على بعد 1.2 كيلومتر (0.75 ميل) من مركز الانفجار الأول. تم إجلاء 430 شخصًا من القرى المجاورة. بحسب محامي مجموعة إميكس فقد تم تخزين ذخيرة مدفعية وبنادق رشاشة في المستودع. كان يعتقد أن المستودع لا يمكن أن ينفجر من تلقاء نفسه.

## تنظيف الموقع
استمرت الانفجارات غير المنضبطة بعد الانفجار الثاني. لوحظ آخر حادثة في منتصف ديسمبر 2014. وفي 22 ديسمبر عاد عمال التنظيف إلى فربيتيس. استمرت الذخيرة في الإزالة حتى يناير 2015، وبلغ مجموعها حوالي 550 شاحنة. في يناير 2016 بدأ تنظيف المنطقة من الذخائر غير المنفجرة. في نهاية عام 2019 استمرت عمليات تطهير المنطقة. في أكتوبر 2020 تم الانتهاء من التنظيف. كانت تكلفة التنظيف في نهاية عام 2015 قريبة من 350 مليون كرونة تشيكية، قدرت تكلفة تنظيف الذخيرة غير المنفجرة بما يصل إلى مليار كرونة تشيكية.